# Nikolaus III. (Papst)

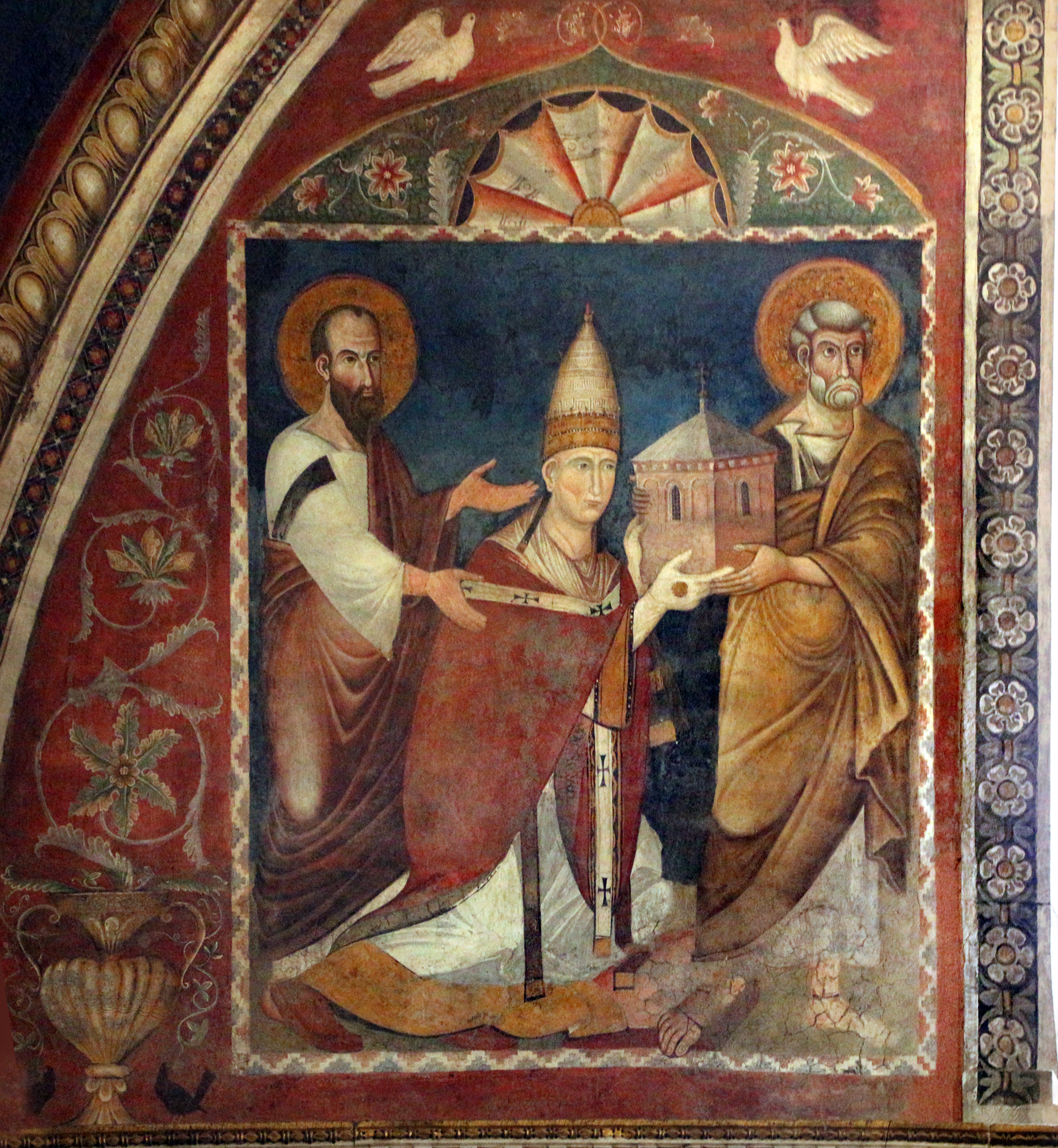
Zeitgenössische Darstellung Nikolaus III. in der Kapelle Sancta Sanctorum, auf dem Lateran.

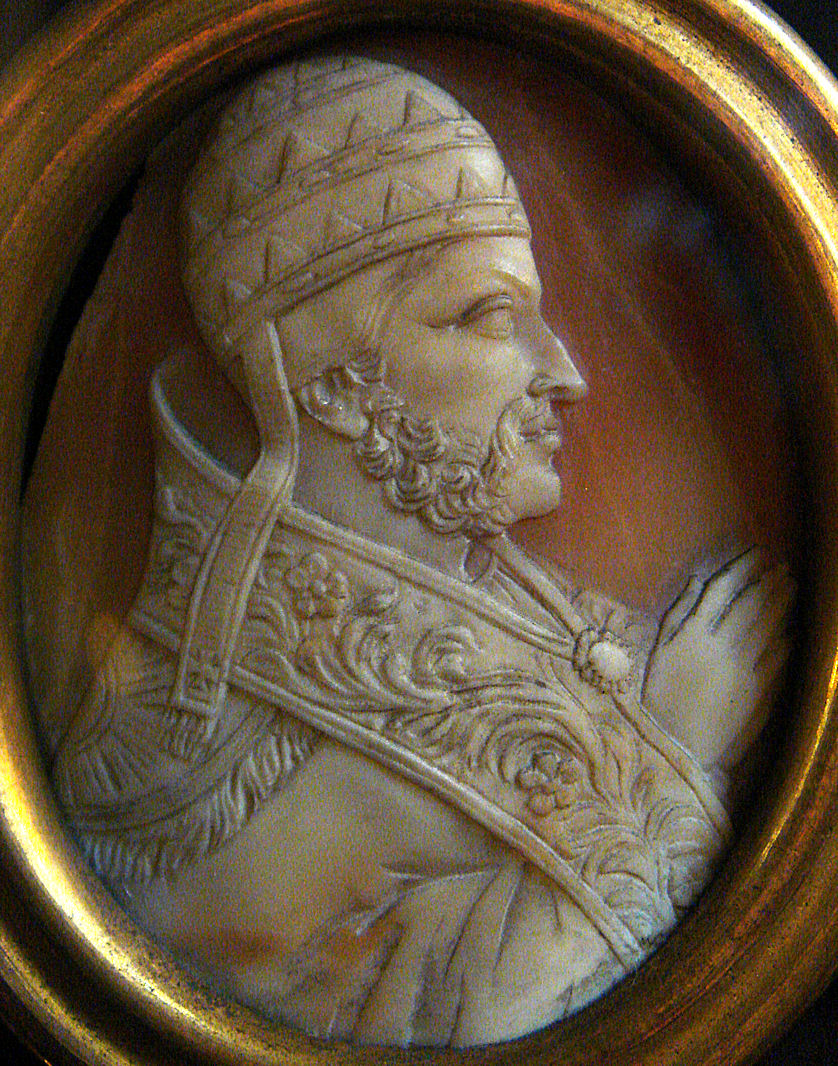
Elfenbeinmedaillon aus der Kathedrale Notre-Dame de Paris mit einer Darstellung von Papst Nikolaus III. (18. Jahrhundert)

Nikolaus III., ursprünglich Giovanni Gaetano Orsini (* zwischen 1210 und 1220 in Rom; † 22. August 1280 in Soriano nel Cimino), war vom 25. November 1277 bis zu seinem Tod im Jahr 1280 Papst.

## Leben
Gian Gaetano Orsini war Sohn des römischen Senators Matteo Rosso Orsini und der Perna Gaetani aus dem einflussreichen Geschlecht der Orsini. Er begann seine Karriere 1241 mit seiner Ernennung zum römischen Senator durch Gregor IX. Im Jahr 1244 ernannte ihn Innozenz IV. zum Kardinaldiakon mit der Titeldiakonie San Nicola in Carcere Tulliano. Als Vertrauter des Papstes begleitete er Innozenz IV. in dessen Exil nach Lyon auf der Flucht vor Kaiser Friedrich II.
Der Kardinal spielte lange Zeit eine Schlüsselrolle im Kardinalskollegium, bis er schließlich 1277 in Viterbo nach einem sechs Monate dauernden Konklave selbst als erster Stadtrömer seit 80 Jahren zum Papst gewählt wurde.
Zuvor war Nikolaus III. seit 1262 von Urban IV. zum Leiter der päpstlichen Inquisition ernannt worden, kurz darauf 1263 auf Wunsch von Bonaventura und des franziskanischen Generalkapitels auch Protektor des Franziskanerordens sowie der Klarissen. Bereits vorher hatte er den Fall des franziskanischen Generalministers Johannes von Parma verhandelt. Seine franziskanische Prägung kam sicherlich nicht zuletzt durch seinen Vater, der franziskanischer Tertiar war.
Während seines Pontifikates legte Nikolaus III. Orsini eine definitive Erklärung der franziskanischen Regel über den usus pauper vor, die nicht bei allen Franziskanern auf Gegenliebe stieß: Der geistige Führer der franziskanischen Spiritualen Petrus Johannis Olivi weigerte sich zwar 1292 noch, von der Definition Nikolaus III. abzuweichen; dagegen wurden um die Wende des 13. zum 14. Jahrhundert so genannte Vaticinien veröffentlicht, die die Franziskaner vor den Auslegungen Nikolaus’ III. Orsini warnen sollten.
Nikolaus war ein Gegner Karls I. von Sizilien und versuchte, dessen Einfluss auf Italien zu schmälern. Deshalb verweigerte er ihm die Verlängerung der römischen Senatorenschaft. Am 16. September 1278 legte König Karl nach zehn Jahren diese Senatorenwürde notgedrungen nieder. Dieses Amt übernahm der Papst selbst zuerst als Privatmann und überließ es dann seinem Bruder. Auch Rudolf I. von Habsburg löste ihm gegenüber ein Versprechen ein, welches er Gregor X. gegeben hatte, nämlich die Erneuerung aller Schenkungen der Kaiser seit Ludwig dem Frommen. Außerdem verstand es Papst Nikolaus, die Eroberungspläne König Karls gegenüber Byzanz während seines Pontifikats zu vereiteln.
Mehr noch als Kirche und Religion waren Papst Nikolaus die Macht und Bereicherung seines Hauses Orsini wichtig. Ihm ging es vor allem um die Vermehrung seines Ruhmes und seines Besitzes. Auch trachtete er danach, seine vielen Nepoten in einem gefestigten Kirchenstaat versorgt zu wissen. Dante war zum Zeitpunkt des Todes dieses Papstes bereits fünfzehn Jahre alt und hatte demnach sein Pontifikat bewusst miterlebt. Deshalb widmete er diesem den ganzen 19. Gesang des Infernos in seinem Werk Göttliche Komödie und verdammte ihn darin.
Im Jahre 1280 erlag Nikolaus III. einem Schlaganfall und fand im St. Peter in Rom die letzte Ruhestätte. Sein Leichnam kam allerdings nicht zur Ruhe; so ist sein Sarkophag heute nur noch in Resten vorhanden. Der Papst selbst wurde in einen frühchristlichen Sarkophag umgebettet, der ursprüngliche Deckel ruht heute auf einem anderen päpstlichen Grabmal.
Trotz seines nur dreijährigen Pontifikates war Nikolaus III. maßgeblicher Initiator einer Reihe von Restaurierungsarbeiten an römischen Kirchen und der Anlage von Papstbildreihen in Sankt Peter, Sankt Johannes im Lateran und Sankt Paul vor den Mauern, von denen nur Letztere heute noch besteht. Er ließ ebenfalls Anbauten zum vatikanischen Palast errichten und begründete die vatikanischen Gärten. Außerdem trieb er die Arbeiten an Santa Maria sopra Minerva voran. Die einzige vollständig erhaltene Arbeit aus seinem Pontifikat ist die Kapelle Sancta Sanctorum. Unter ihm wurde auch der Passetto di Borgo angelegt, der Gang, der vom Vatikan zur Engelsburg führt.
Zusätzlich förderte er die Rückbesinnung der Kunst auf antike römische Ursprünge: Er war Förderer von Pietro Cavallini, dessen Malerei die Kunst Giottos vorbereitete.